# 弗朗索瓦·普勒拉蒂
弗朗索瓦·普勒拉蒂（英語：François Prelati）是一位義大利神父與煉金術士。他參與了15世紀時期由吉爾·德·雷男爵所主導的兒童連續殺人案 。普勒拉蒂被認為可能是吉爾·德·雷的性伴侶 。
普勒拉蒂後來出席了對吉爾·德·雷男爵的審判，為其作證。根據普勒拉蒂和另一位證人，牧師厄斯塔什·布蘭謝（Eustache Blanchet）所言，吉爾在1438年派布蘭謝去尋找知曉煉金術與惡魔召喚的人。布蘭謝則在佛羅倫斯聯繫到了普勒拉蒂，並說服後者接受吉爾男爵的雇用。在詳閱普勒拉蒂帶來的魔法書之後，吉爾決定發起試驗。當試驗進展的不順利時，一旁的普勒拉蒂為男爵提供建言，並表示惡魔要求男爵獻上「孩童的一部分」。

## 大眾文化中的弗朗索瓦·普勒拉蒂
- 在日本作家山本弘（日语：山本弘 (作家)）對克蘇魯神話的設定當中，普勒拉蒂是虛構書籍「拉萊耶文本」的義大利語譯者。據說14世紀時馬可波羅從中國帶回了此書的中文抄本，並在15世紀時由普勒拉蒂將書中的其中一部份內容翻譯為義大利語。據說這本義大利語譯本之後落入了拿破崙手中[6]:62[7]。
- 《靈魂竊賊》（Thief of Souls: A Novel）（2002年），安·本森（Ann Benson）所著的驚悚小說，故事改編自歷史。
- 《Fate/strange Fake》（2015年），成田良悟所著的輕小說。劇中普勒拉蒂分別以御主法蘭契絲卡·普列拉堤和從者「Caster」職階身份登場，寶具為「螺湮城並不存在，故世間瘋狂永無止盡」。
- 《戰姬絕唱SYMPHOGEAR》（2017年），日本電視動畫，配音員為日高里菜。